# Night Flights
Night Flights е книга от Филип Рийв.